# (9142) Рес
(9142) Рес (англ. Rhesus, др.-греч. Ῥῆσος) — троянский астероид Юпитера, двигающийся в точке Лагранжа L5, в 60° позади планеты. Астероид был открыт 16 октября 1977 года голландскими астрономами К. Й. ван Хаутеном, И. ван Хаутен-Груневельд и Томом Герельсом в Паломарской обсерватории и назван в честь Реса, одного из участников троянской войны.

Орбита астероида Рес и его положение в Солнечной системе